# Habitatge a la plaça de la Llibertat, 6 (el Masnou)
La casa de la plaça de la Llibertat, 6 és un edifici del municipi del Masnou (Maresme) protegit com a bé cultural d'interès local. També se la coneix pels negocis que va tenir la seva planta baixa: abans Floristeria Puig, i ara Serviat Viatges.

## Història
La casa va pertànyer al comerciant Pere Anton Millet i Villà (el Masnou, 1874 - 1955), que va encarregar la construcció de la casa a l'arquitecte Bonaventura Bassegoda i Amigó, el qual signà els plànols l'any 1908.

## Descripció
Edifici entre mitgeres de planta rectangular alineada al pla de carrer que consta de planta baixa i dos pisos i una coberta plana practicable a manera de terrat.
La planta baixa ha tingut diversos negocis (primer floristeria i ara agència de viatges) i per això es va enderrocar la porta original. Destaca la tribuna modernista del primer pis, amb uns petits vitralls emplomats que serveix de base pel balcó del pis superior, que té quatre finestres. La tribuna està formada per unes fusteries simples que emmarquen els vidres, baranes de ferro forjat i un element petri de suport decorat amb motius florals. A sota la tribuna hi ha un plafó de mosaic ceràmic amb l'escena de Sant Jordi matant el drac.
El parament de les plantes superiors és un estucat en relleu imitant carreus posats a portell amb una franja horitzontal de rajoles verdes amb motius geomètrics a la meitat i una altra per sota la cornisa. El terrat queda tancat per una barana de formes irregulars.